# Беляев, Илья Иосифович
Илья Иосифович Беляев (1908—1982) — советский военно-морской деятель, контр-адмирал (27 января 1951).

## Биография
Родился в еврейской семье рабочего. Окончил 4-хклассную школу, после чего работал на заводе. В 1927 окончил вечернюю среднюю школу. С 1927 — в РККФ. В 1932 окончил Высшее военно-морское училище имени М. В. Фрунзе в Ленинграде, а затем окончил и курсы подводников. С 1 апреля 1934 по 5 мая 1937 — командир подводной лодки «М-19» Тихоокеанского флота. В 1937−1940 — командир дивизиона подводных лодок на Тихоокеанском флоте. Член ВКП(б) — с 1939. В 1940−1944 — начальник оперативного отдела и заместитель начальника штаба Тихоокеанского флота. В 1944−1945 — начальник штаба Тихоокеанского флота. В 1945 участвовал в войне с Японской империей. В 1945−1947 — начальник штаба Южного морского оборонительного района Тихоокеанского флота. В 1946−1952 — командир дивизии морской пехоты, одной из первых в СССР. С 1952 — начальник курса Военно-морской академии в Ленинграде. Награждён именным оружием в 1958. 25 марта 1967 вышел в отставку. Скончался 9 февраля 1982 в Ленинграде, похоронен на Серафимовском кладбище.

## Публикации
- Участник разработки «Тактического руководства Военно-морского флота СССР» и подготовки к изданию «Свод боевых и эволюционных сигналов ВМФ Союза ССР» (1956).
- Морской протонный магнитометр МПМ-5. «Океанология», 1979. Т. 19. Вып. 1. С. 178—180.